# 姚文仓
姚文仓（1938年—2025年3月5日），男，甘肃宁县人，中华人民共和国政治人物，曾任中共甘肃省委宣传部部长，甘肃省人大常委会副主任，第十届全国人大代表。